# Telecabina 150er Tux

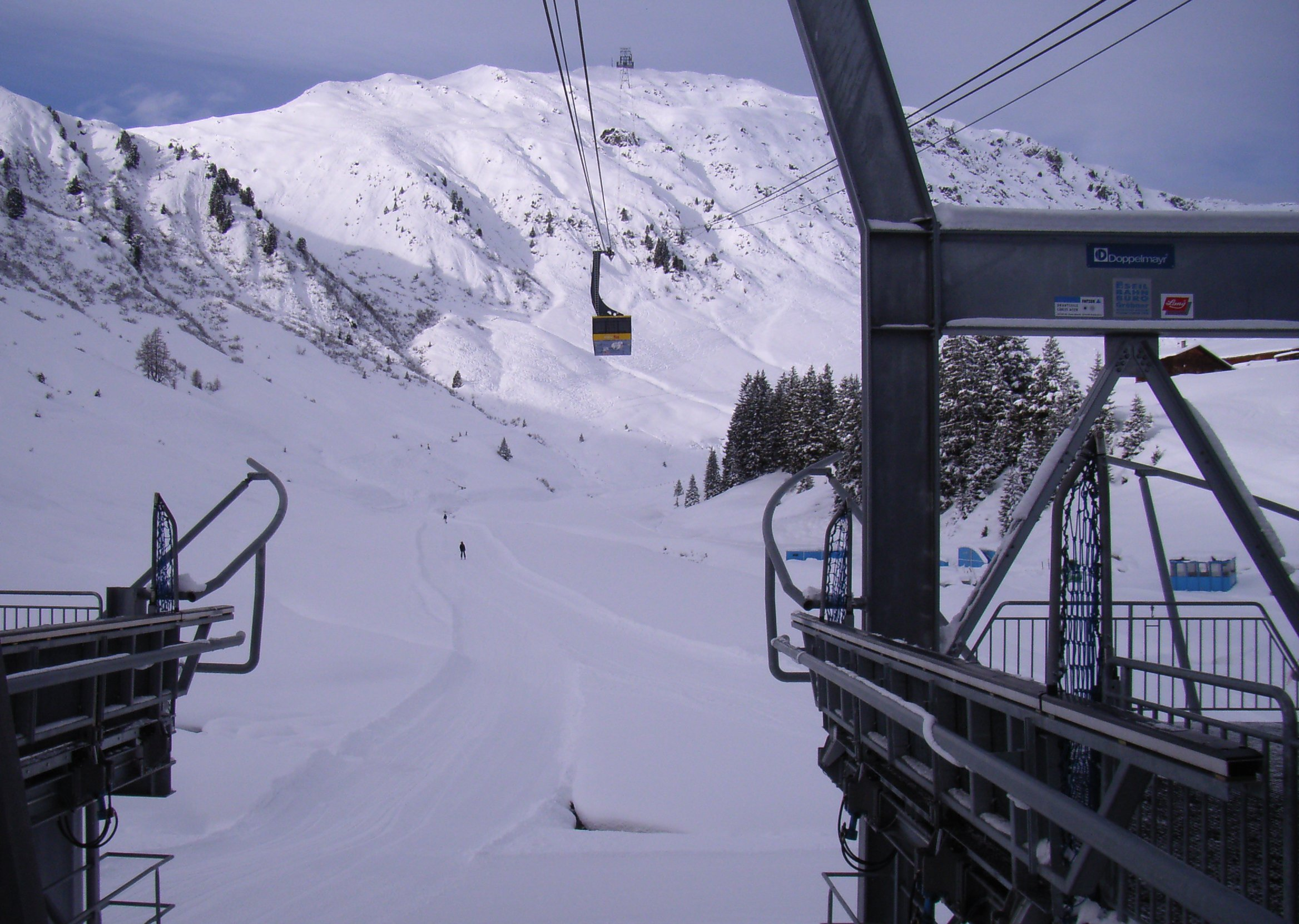
Stația inferioară a telecabinei 150er Tux, vedere spre vârf

Telecabina 150er Tux este o instalație pe cablu și anume un teleferic de 2 km lungime situat(ă) în Alpii Tux, în zona domeniului schiabil Zillertal 3000.

## Date Tehnice
Telecabina este construită în anul 2001 de firma austriaco-elvețiană Doppelmayr cu capacitatea de 150 de persoane per cabină. Stația de bază este amplasată în zona depresionară Mittertrett-Alm, la altitudinea de 1716 m, iar stația din amonte, amplasată la altitudinea de 2420 m, se află pe vârful muntelui Wanglspitze. Distanța dintre cele două stații de capăt este de 1799 m, iar cablurile fac pe acest traseu cea mai mare înclinare, față de axa verticală, de 74%.
Ca mărime a capacității de transport persoane, telecabina 150er Tux este a doua din Austria, surclasată de telecabina Ahornbahn.

## Galerie imagini

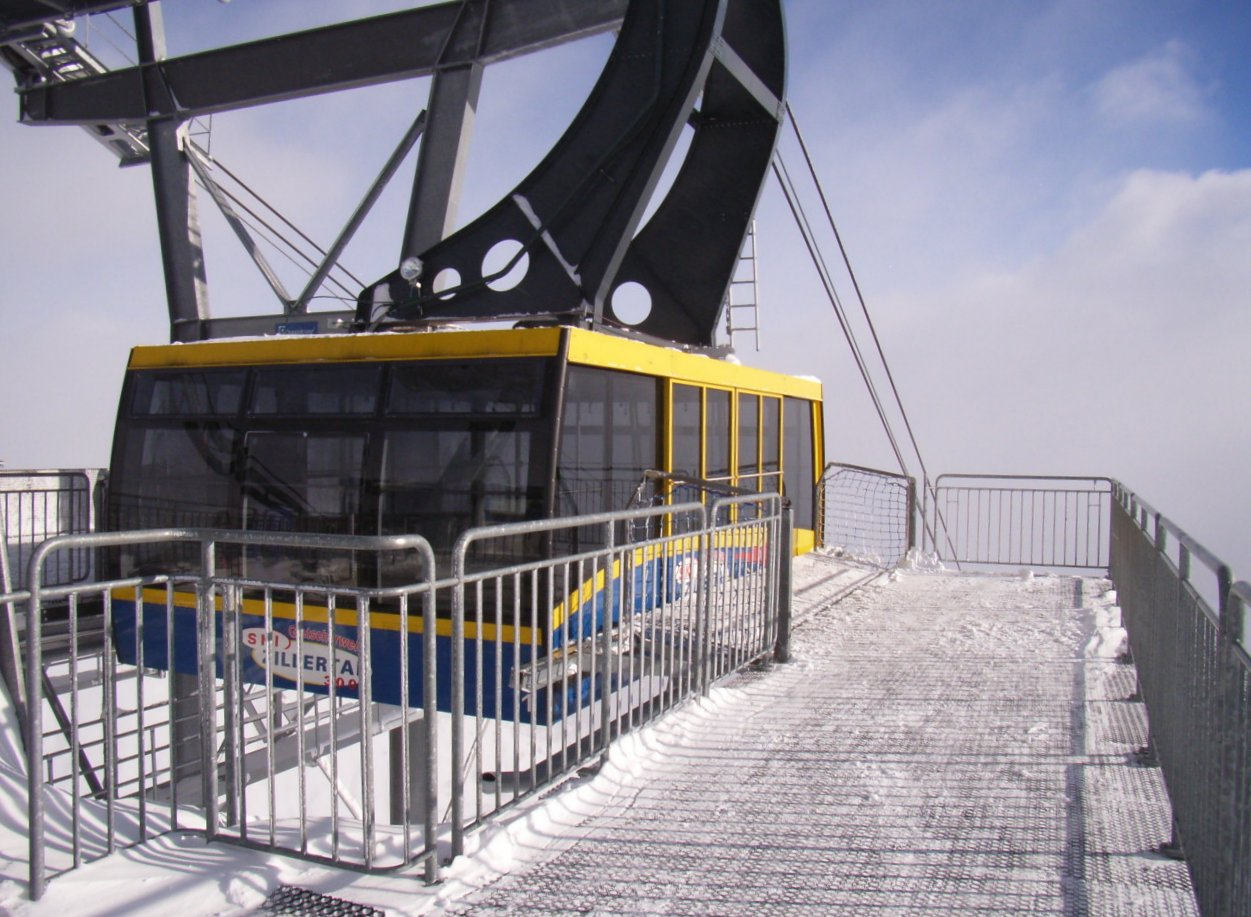
Una din cabine aproape de stația din vârf
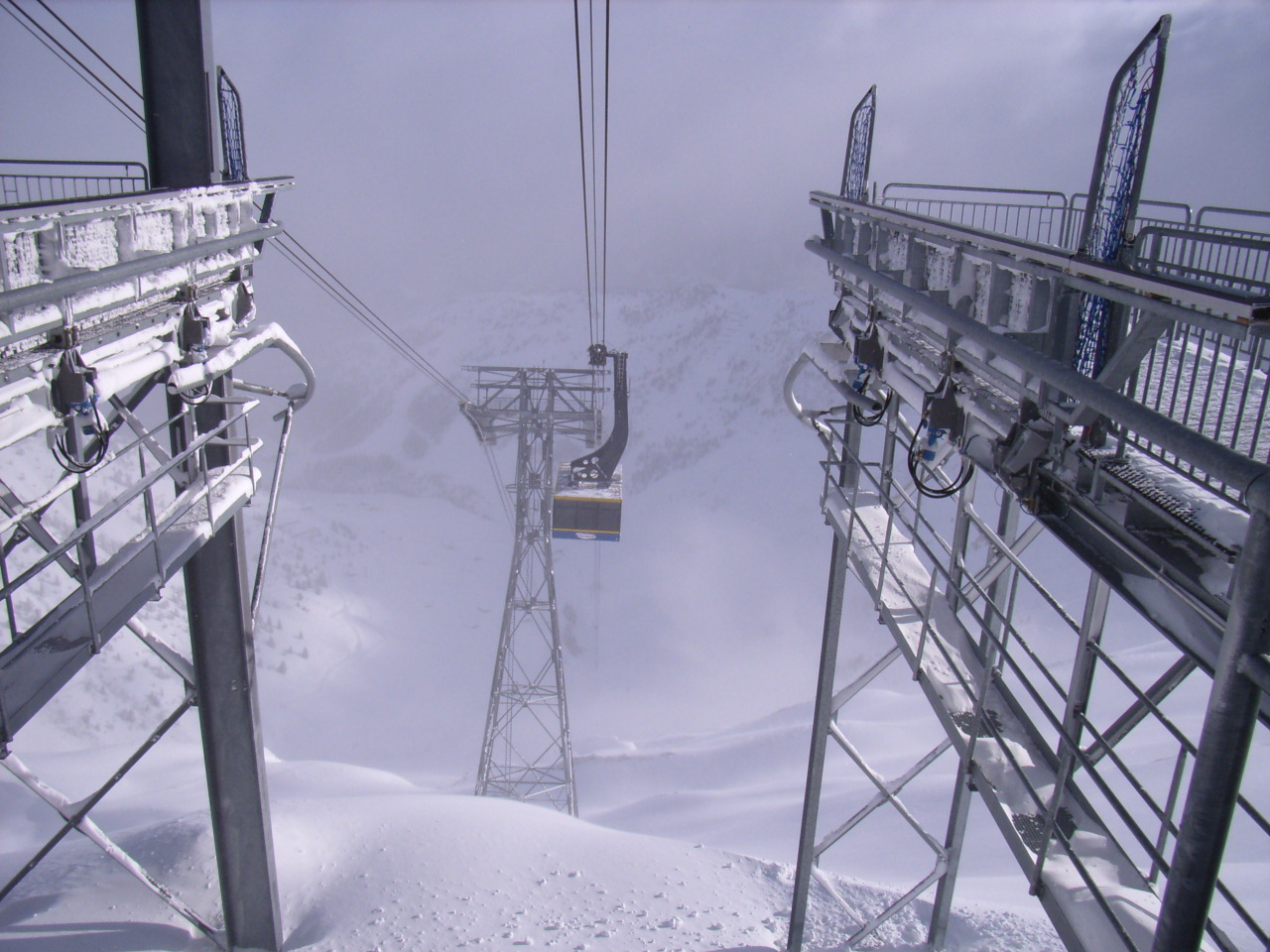
Vedere spre stația de bază a telecabinei de pe vârf
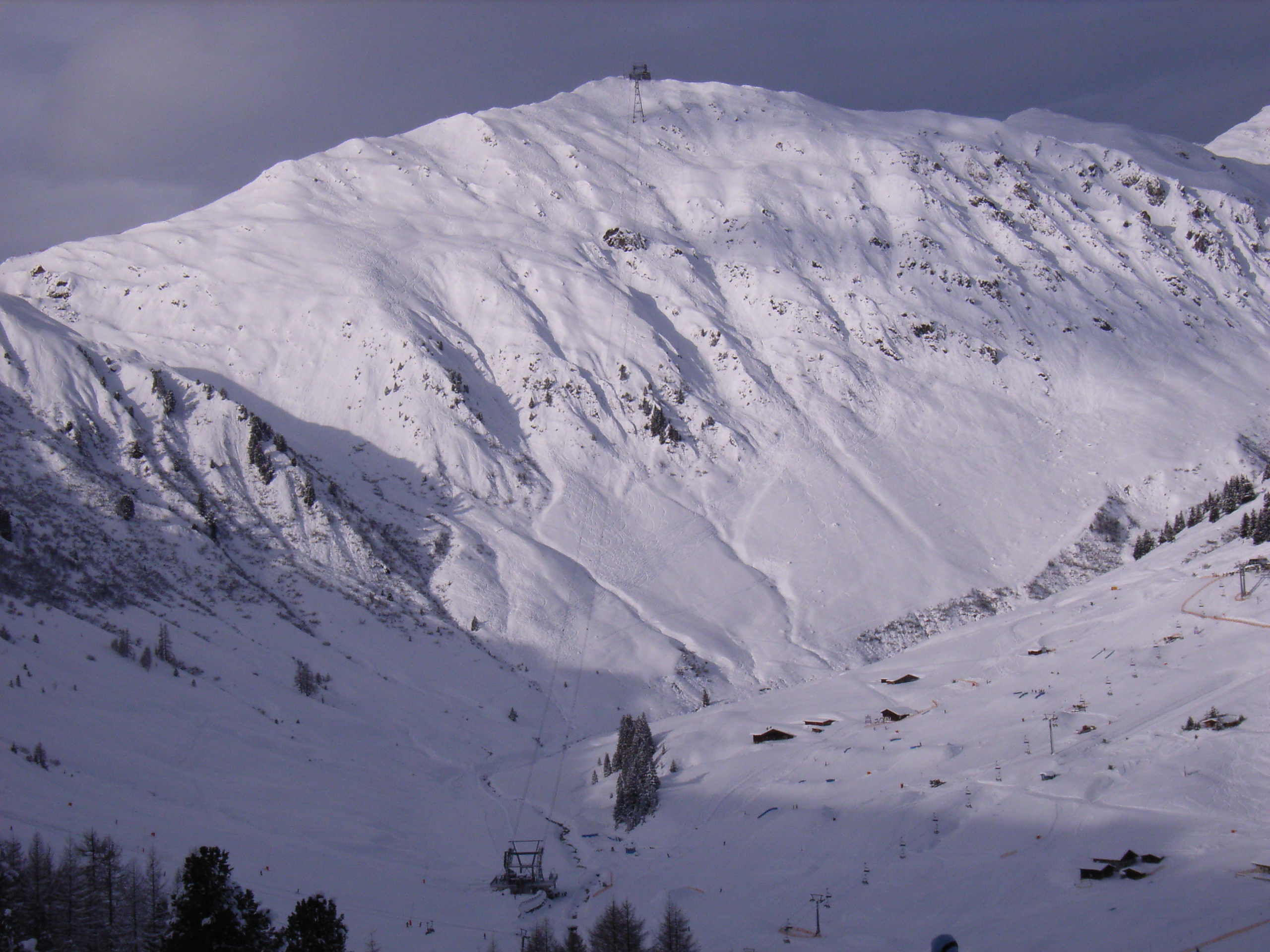
Telecabina văzută din zona Penken